# Campo do Tenente
Campo do Tenente är en kommun i Brasilien.   Den ligger i delstaten Paraná, i den södra delen av landet, 1 100 km söder om huvudstaden Brasília. Antalet invånare är 7 125.
I omgivningarna runt Campo do Tenente växer i huvudsak städsegrön lövskog. Runt Campo do Tenente är det ganska glesbefolkat, med 48 invånare per kvadratkilometer.